# FIBA European Champions Cup 1960-1961
La Coppa dei Campioni 1960-1961 di pallacanestro venne vinta dai sovietici del CSKA Mosca sui conterranei dell'ASK Riga, che avevano vinto le precedenti tre edizioni del torneo.

## Turno di qualificazione
| Team #1              | Agg.      | Team #2          | Andata | Ritorno |
| -------------------- | --------- | ---------------- | ------ | ------- |
| Urania Ginevra       | 107 - 164 | Oransoda Bologna | 62-68  | 45-96   |
| Wissenschaft Berlino | 110 - 171 | Levski-Spartak   | 54-85  | 56-86   |
| USC Heidelberg       | 125 - 180 | Legia Varsavia   | 67-91  | 58-89   |
| Galatasaray Istanbul | 137 - 96  | Olympiacos Pireo | 72-41  | 65-55   |
| Sparta Bertrange     | 75 - 137  | Engelmann Vienna | 27-53  | 48-84   |
| Sporting Lisbona     | 92 - 149  | Antwerpse        | 51-62  | 41-87   |
| Söder Stoccolma      | 98 - 142  | OKK Belgrado     | 50-53  | 48-89   |
| The Wolves Amsterdam | 106 - 153 | Sparta Praga     | 52-57  | 54-96   |
| Stars Charleville    | 110 - 100 | CS Casablanca    | 55-47  | 55-53   |

## Ottavi di finale
| Team #1               | Agg.      | Team #2         | Andata | Ritorno |
| --------------------- | --------- | --------------- | ------ | ------- |
| Galatasaray Istanbul  | 79 - 93   | Hapoel Tel Aviv | 40-39  | 39-54   |
| Stars Charleville     | 63 - 163  | CSKA Mosca      | 28-68  | 35-95   |
| Levski-Spartak        | 114 - 138 | Legia Varsavia  | 67-62  | 47-76   |
| Engelmann Vienna      | 100 - 159 | Real Madrid     | 53-85  | 47-74   |
| Antwerpse             |           | OKK Belgrado    | 66-47  |         |
| Torpan Pojat Helsinki | 103 - 133 | Sparta Praga    | 56-65  | 47-68   |
| Oransoda Bologna      | 124 - 126 | ASA Bucureşti   | 70-56  | 54-70   |

## Quarti di finale
| Team #1        | Agg.      | Team #2         | Andata | Ritorno |
| -------------- | --------- | --------------- | ------ | ------- |
| Rīgas ASK      | 162 - 134 | Hapoel Tel Aviv | 84-60  | 78-74   |
| Sparta Praga   | 107 - 115 | ASA Bucureşti   | 60-50  | 47-65   |
| Legia Varsavia | 145 - 183 | CSKA Mosca      | 72-98  | 73-85   |
| Antwerpse      | 128 - 177 | Real Madrid     | 62-89  | 66-88   |

## Semifinali
| Team #1     | Agg.      | Team #2       | Andata | Ritorno |
| ----------- | --------- | ------------- | ------ | ------- |
| Real Madrid | 123 - 141 | Rīgas ASK     | 78-75  | 45-66   |
| CSKA Mosca  | 171 - 115 | ASA Bucureşti | 98-58  | 73-57   |

## Finale
| Team #1    | Agg.      | Team #2   | Andata | Ritorno |
| ---------- | --------- | --------- | ------ | ------- |
| CSKA Mosca | 148 - 128 | Rīgas ASK | 87-62  | 61-66   |

| Coppa dei Campioni 1960-1961 |
| ---------------------------- |
| CSKA Mosca 1º titolo         |

## Formazione vincitrice
| N° | Naz.                        | Ruolo | Sportivo          |  | Alt. |  |
| -- | --------------------------- | ----- | ----------------- |  | ---- |  |
|    | Unione Sovietica (bandiera) | P     | Armenak Alačačjan |  |      |  |
|    | Unione Sovietica (bandiera) | P     | Aleksandr Travin  |  |      |  |
|    | Unione Sovietica (bandiera) | P     | Anatoli Astakhov  |  |      |  |
|    | Unione Sovietica (bandiera) | A     | Viktor Kharitonov |  |      |  |
|    | Unione Sovietica (bandiera) | A     | Gennadij Vol'nov  |  |      |  |
|    | Unione Sovietica (bandiera) | A     | Michail Semënov   |  |      |  |
|    | Unione Sovietica (bandiera) | C     | Arkadij Bočkarëv  |  |      |  |
|    | Unione Sovietica (bandiera) | C     | Viktor Zubkov     |  |      |  |
|    | Unione Sovietica (bandiera) |       | Evgenij Karpov    |  |      |  |
|    | Unione Sovietica (bandiera) |       | Pavel Sirotinskij |  |      |  |
|    | Unione Sovietica (bandiera) |       | Kopylov           |  |      |  |
|    | Unione Sovietica (bandiera) |       | Volkov            |  |      |  |
|    | Unione Sovietica (bandiera) | All.  | Evgenij Alekseev  |  |      |  |